# One Foot in Heaven
One Foot in Heaven és una pel·lícula estatunidenca dirigida per Irving Rapper, estrenada el 1941.

## Argument[1]
La pel·lícula segueix la vida d'un pastor protestant i la seva família i les diverses dificultats i gent que es troben mentre passen de parròquia en parròquia. El pastor Spence comença amb una vista religiosa estricta del ministeri però acaba per apreciar la vida d'una generació més jove i com necessita fer-ho, i no només seguir rituals i costums

## Repartiment
- Fredric March: William Spence
- Martha Scott: Hope Morris Spence
- Beulah Bondi: Mrs. Lydia Sandow
- Gene Lockhart: Preston Thurston
- Elisabeth Fraser: Eileen Spence, amb 17 anys
- Harry Davenport: Elias Samson
- Laura Hope Crews: Mrs. Preston Thurston
- Grant Mitchell: Clayton Potter
- Moroni Olsen: Dr. John Romer
- Jerome Cowan: Dr. Horrigan
- Ernest Cossart: Mr. John E. Morris
- Nana Bryant: Mrs. Morris
- Gig Young (no surt als crèdits)
- Hobart Bosworth (no surt als crèdits)

## Premis i nominacions

### Nominacions
- 1942: Oscar a la millor pel·lícula